# 스페인으로의 이민

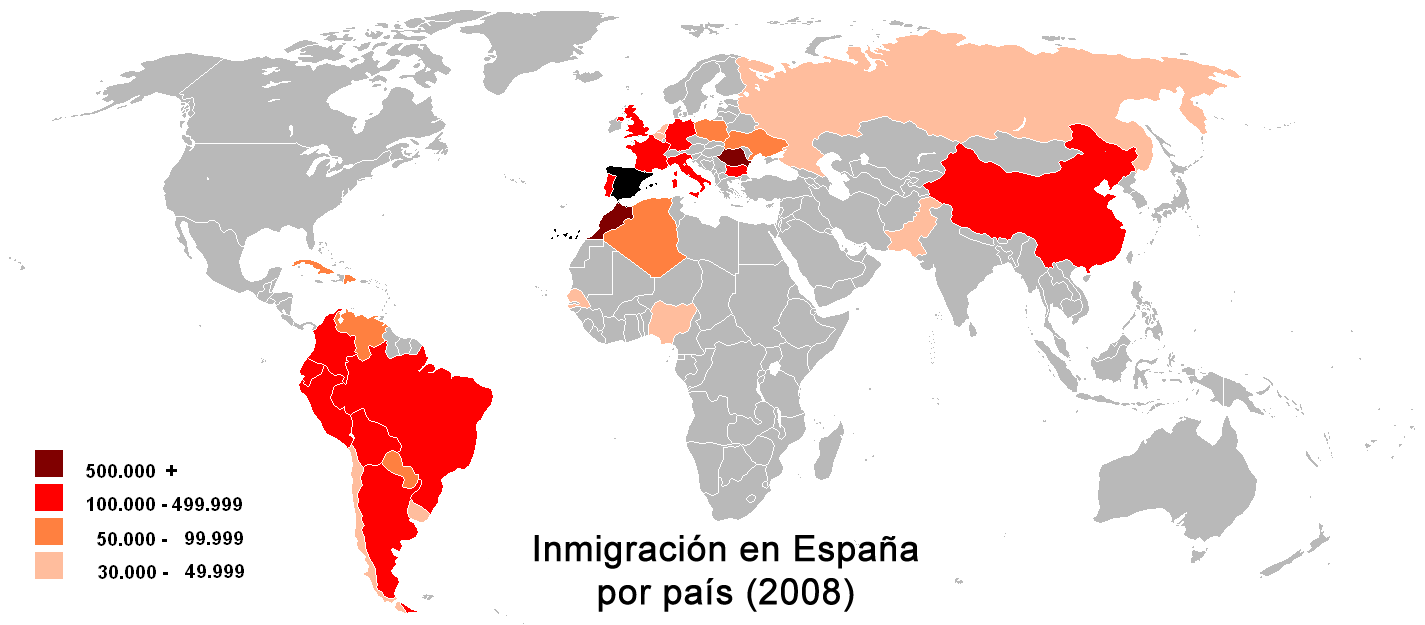
국가에 따른 스페인 이민자 출신국을 나타낸 지도

이베리아 반도 특성에 따라 스페인은 근대부터 이민이 많았으며, 오래전부터 아랍계가 뿌리내렸다. 스페인 황금기 동안 다양한 국적 사람이 스페인으로 유입했으며, 특별히 라틴아메리카 출신 노예도 많았다.
스페인 대항해시대로 이민과 이주가 반복적으로 이뤄지긴 했지만 근대에 들어 100년 간 스페인은 대규모 이민자를 수용하게 된다. 스페인 정부에 따르면, 2007년 1월부로 414만 5천 명이 외국인 거주자로 파악하고 있으며, 50만 정도는 모로코와 에콰도르 출신이다. 루마니아와 콜롬비아계 이주민 또한 30만 명에 육박하며, 영국인은 2006년 기준 274,000명, 독일인은 133,588명으로 파악하고 있다. 이들은 대개 알리칸테 지방과 말라가, 발레아레스 제도, 카라이나 제도에 거주한다. 중국계 스페인인 수는 145,425이며 필리핀계 또한 작은 공동체를 형성한다. 사하라 이남 국가 출신 또한 일용직 노동자로 많이 분포하지만 비율로는 4.08%에 그친다.
20세기 동안 스페인 인구는 1960~1970년대 초 폭발적으로 증가했으며 1980년대 출생률이 배로 늘어나면서 이후 인구 증가율은 둔화한다. 현재 스페인 출산율은 세계 최하위 수준이다.
21세기에 들어 2003년 인구증가율이 새로운 기록을 세우며 2.1% 성장했으며 1960년대 기록을 다시 재연하여 그 해에만 1%가 넘는 인구 증가가 이뤄졌다. 다시 인구 증가율은 침체되어 2005년 이민자가 70만 명으로 폭증한 예를 제외하고는 특별히 인구가 늘어난 예가 없다.

## 현재
2007년 기준으로 450만 명 정도의 외국인이 거주하고 있으며 민간에서는 이를 480만 즉 전체 인구의 15.1% 정도로 추산하기도 한다. 이는 국제적십자사의의 세계재난보고서 2006년판의 내용이다. 2005년에는 이민 정규화 프로그램이 정부 차원에서 시행되면서 법적인 이민자의 숫자가 70만 명 유입된다. 2000년 이후로 이민자 증가에 따라 인구 증가가 이뤄지긴 했지만 출산율은 인구를 대체할 수 있는 수준의 절반에 그치고 있다. 바다를 통한 밀입국이 현저하게 늘어나면서 사회 이슈로 떠오르기도 한다.
유럽연합에서는 키프로스 다음으로 이민자 비율이 가장 높으며 전 세계적으로 그 비율을 따질 경우 미국 다음으로 가장 높은 수치이다. 여러 이유가 있으나 지리적 요인이 크며 비국적자의 유입이 자유롭다는 점과 지하 경제의 발달, 농경 및 건축 분야 일자리가 많은 데에도 이유를 찾을 수 있다. 2002~2007년까지 스페인은 유럽연합 국가 중 가장 많은 이민자를 받아들인 국가였으며 그 비율도 배로 증가하여 250만 명이 유입됐다.
2007년 봄에만 92만 명의 이민자가 유입되어 2006년 802,971명, 2005년 682,711명을 능가했으며 2004년에는 645,844명이 이민왔다.
스페인 정부의 공식 추정치는 다른 유럽연합 국가보다 이민자 수가 적게 발표되었지만 다음 자료도 고려되어야 한다.
- 과거 식민지 지역에서 넘어온 이민자들은(라틴아메리카, 필리핀, 적도기니, 서사하라) 2년 이상 거주하면 국적을 취득할 수 있었으며 정식으로 스페인 영주권을 얻게 된다.

- 무국적자의 신분을 없애기 위해 스페인 정부는 자국에서 태어난 아기에게 자연적으로 스페인 국적을 부여한다.

- 2000년에서 2010년 사이 대다수의 아이가 태어났으며 대부분은 이민자 출신이다. 수치를 고려한다 하더라도 스페인 사회에서는 일부 인구 자료가 인구 전체의 1/4인 1천만~1천 1백만 명에 달한다는 실수치에 대해서 회의적이다.

## 유럽 연합 출신 이민자
유럽연합 국가에서 스페인으로 이민을 가면서 인구 증가에 도움이 된 측면도 있다. 대다수는 루마니아와 영국, 불가리아, 터키이다.
영국 당국은 스페인에서 살고 있는 시민이 스페인 당국이 제시한 것보다 훨씬 많은 100만 명 정도라고 보고 있으며 이 중에 80만 명이 영주권을 얻은 것으로 보고 있다. BBC의 분석에 따르면 당초 예상과는 달리 인구 중 21.5%는 65세 이상, 즉 노인 인구인 것으로 나타났다.

## 같이 보기
- 스페인의 인구